# Rock Steady Crew
Rock Steady Crew is een Amerikaanse hiphopgroep opgericht in New York in 1977 met als vaste kern Jimmy D en Jojo. Ze werden bekend met het populariseren van breakdance. In 1983 had de groep een internationale hit met het nummer "(Hey You) The Rock Steady Crew".

## Geschiedenis
Rock Steady Crew werd opgericht in de Bronx. Hun doorbraak kwam in 1981 toen Rock Steady Crew gevraagd werd voor een optreden op het Lincoln Center Outdoors. Dit optreden werd op televisie uitgezonden en leverde de groep veel publiciteit op.
In de winter van 1982 kreeg Rock Steady Crew de kans op te treden met groepen als Bow Wow Wow en Afrika Bambaataa. Hierna werd de groep bekend in heel New York en niet lang daarna ook buiten de stad. Samen met enkele andere hiphopgroepen, graffitikunstenaars en dj's nam de Rock Steady Group deel aan de Roxy Tour, de eerste hiphoptournee. Deze tournee bracht hen onder meer naar het Europese vasteland. De Britse koningin vroeg Rock Steady Crew op te treden op een benefietconcert op de Royal Variety Performance.
Door deze optredens kreeg Rock Steady Crew een platencontract aangeboden. Hun single (Hey You) The Rock Steady Crew (met zangeres Daisy Castro, alias Baby Love) werd een wereldwijde hit. De single werd in Nederland op 21 oktober 1983 Veronica Alarmschijf op Hilversum 3 en werd een nummer 1-hit in de destijds drie landelijke hitlijsten op de nationale publieke popzender (Nederlandse Top 40, Nationale Hitparade en de TROS Top 50). In de Europese hitlijst op Hilversum 3, de TROS Europarade, werd de 10e positie behaald.
Ook in België behaalde de plaat een nummer 1-notering in zowel de voorloper van de Vlaamse Ultratop 50 als de Vlaamse Radio 2 Top 30. In Wallonië werd géén notering behaald.
Verder behaalde de plaat in het Verenigd Koninkrijk de 6e positie in de UK Singles Chart, de 5e positie in Ierland en Nieuw-Zeeland, de 2e positie in Zweden, de 6e in Duitsland en de 33e positie in Australië.
Van de single werden meer dan 1 miljoen exemplaren verkocht. Vanwege een wurgcontract bij de platenmaatschappij die de creatieve vrijheid van de groep inperkte, kwam de groep op een dood spoor terecht.
Alhoewel de groep nooit formeel uit elkaar is gegaan, gingen de leden enkele jaren elk hun eigen weg. Eind jaren tachtig begon de groep weer samen te werken met producer Q-Unique. De groepsleden speelden in 1991 in een musical (So, What Happens Now?) over hiphop. Deze musical kreeg lovende kritieken. In 1992 speelde de groep voor onder andere president George H.W. Bush op de Kennedy Center Honors.
Jaarlijks wordt een Rock Steady Crew Anniversary-bijeenkomst gehouden, waar wordt stilgestaan bij de geschiedenis van de hiphop en overleden hiphoppers worden herdacht. Vanwege hun pionierswerk voor de hiphop worden de leden van de Rock Steady Crew ook jaarlijks geëerd.
Anno 2023 trad de groep nog steeds regelmatig op.

## Discografie
| Single met eventuele hitnotering(en) in de Nederlandse Top 40 | Datum van verschijnen | Datum van binnenkomst | Hoogste positie | Aantal weken | Opmerkingen                                                                      |
| ------------------------------------------------------------- | --------------------- | --------------------- | --------------- | ------------ | -------------------------------------------------------------------------------- |
| (Hey You) The Rock Steady Crew                                | 1983                  | 29-10-1983            | 1(4wk)          | 12           | Veronica Alarmschijf Hilversum 3 / Nr. 1 Nationale Hitparade / Nr. 1 TROS Top 50 |

- International Standard Name Identifier: 0000 0001 2177 9621
- Library of Congress Control Number: no98020074
- MusicBrainz: f53973d3-9573-4195-b77f-1c734d6bac3f
- Nationale Bibliotheek van Israël: 987007605220905171
- Virtual International Authority File: 145563677